# Antoni Jakubowski (motorowodniak)
Antoni Jakubowski (ur. 27 lipca 1928 w Warszawie, zm. 24 października 2015) – polski motorowodniak i motocyklista, mistrz Europy (1959), powstaniec warszawski.

## Życiorys
Był żołnierzem Szarych Szeregów, walczył w powstaniu warszawskim, w plutonie 228 II Obwodu Żoliborz.
Po II wojnie światowej uprawiał sporty motocyklowe i motorowodne. Był zawodnikiem CWKS Legia Warszawa. Jako motocyklista był dwukrotnie mistrzem Polski, w 1953 startował w Sześciodniówce Motocyklowej, zdobywając złoty medal. Jako motorowodniak został w 1959 pierwszym w historii polskiego sportu mistrzem Europy (w klasie O-500), był też dziewięciokrotnym mistrzem Polski w różnych klasach (1955-1962).